# 川合村 (岐阜県揖斐郡)
川合村（かわいむら）は、かつて岐阜県揖斐郡にあった村である。
現在の揖斐郡大野町南部（大野町の行政上の地域区分の第6区）、及び安八郡神戸町西座倉に該当する。揖斐川と根尾川の合流点の上流であり、西に揖斐川、東に根尾川が流れる。村名は、この2つの川が合流することから命名された。
川合村の一部（西座倉）は、川合村が大野町に編入された後に分離、神戸町に編入されている。これは川合村が大野町に編入される条件として、当初から決められていたためである（後述）。

## 歴史
- 江戸時代末期、この地域は美濃国大野郡であり、尾張藩領、大垣藩領、旗本領などが混在した地域であった。
- 1897年（明治30年）4月1日[2] - 大野郡の一部と池田郡が合併して揖斐郡となる。
- 1897年（明治30年）4月1日 - 加納村、郡家村、本庄村、下磯村、西座倉村、下座倉村、五ノ里村、下南方村が合併し発足。
- 1960年（昭和35年）
  - 1月1日 - 大野町に編入。同日川合村廃止。
  - 4月1日 - 旧村域の一部（旧・西座倉村）が分離し、神戸町に編入される。

## 教育
- 川合村立川合小学校（現・大野町立南小学校）
- 組合立揖東中学校（現・大野町立揖東中学校）

## 史跡・観光
- 揖斐二度桜
- 上磯古墳群

## 分村問題
- 川合村は当初、豊木村、西郡村、富秋村と同じ年（1954年）に大野町との合併を考えていたが、川合村の南部の地区（本庄、下座倉、西座倉）の住民は、神戸町との合併を強く望み、岐阜県に具申する。岐阜県はその申請を却下するが、住民の運動は激しくなる一方であった。1956年（昭和31年）には、この3地区の小学生を全員、川合小学校から神戸町立神戸小学校に転校させるという強硬手段も発生している。
- 1957年（昭和32年）、岐阜県と川合村は、この3地区の住民を対象にし、分村の賛否を住民投票によって決定することとする。結果は分村賛成が過半数以上となるが、法定得票数に満たなかったため、実質分村は否決される。
- 1959年（昭和34年）、住民と村との話し合いで事態は収拾される。そのさい、西座倉地区は1957年の住民投票では全員が分村賛成であったことから、「近い将来、西座倉地区を分離し、神戸町に編入する。」という条件を入れて、川合村は大野町への編入が決定される。
- この条件により、西座倉地区は川合村が大野町に編入から3ヶ月後に分離。神戸町に編入されることとなる。
- 「西座倉地区と神戸町とを結ぶ揖斐川の橋を建設する」ということは、このさいに決められていたことという。編入から30年後の神戸大橋開通により、実現されている。